# Minnie Baldock

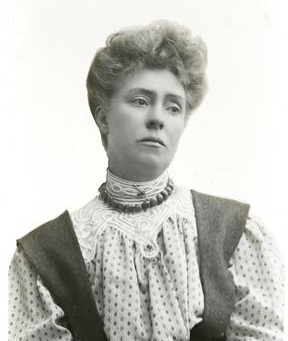
Fotografía de Minnie Baldock por el coronel L. Blathwayt, el padre de Mary Blathwayt.

Lucy Minnie Baldock, de soltera Lucy Minnie Rogers, (Bromley, 20 de noviembre de 1864–Poole, 10 de diciembre de 1954) fue una sufragista británica. Junto con Annie Kenney, cofundó la primera delegación en Londres de la Unión Social y Política de las Mujeres.

## Biografía
Lucy Minnie Rogers nació en Bromley-by-Bow (Londres) en 1864. Trabajó en una fábrica de camisas, se casó con Harry Baldock en 1888, y tuvieron dos hijos. El East End de Londres era conocido por sus malas condiciones y los Baldock se unieron al Partido Laborista Independiente (ILP, por sus siglas en inglés) después de que el socialista Keir Hardie se convirtiera en miembro local del Parlamento (MP) por su distrito en 1892. Trabajó con Charlotte Despard y Dora Montefiore. Se hizo cargo del Fondo de desempleo local que se utilizaba para mitigar las dificultades extremas. A las mujeres no se les permitía ser miembros del Parlamento, pero el ILP la eligió como su candidata para formar parte de la West Ham Board of Guardians en 1905.
Baldock y Annie Kenney formaron la primera sucursal en Londres (en Canning Town) de la Unión Social y Política de Mujeres con sede en Mánchester en 1906, celebrando reuniones en Canning Town Public Hall. Baldock asistió el 21 de diciembre de 1905 a la reunión previa a las elecciones de los liberales en el Royal Albert Hall vestida como una 'sirvienta' de Annie Kenney (que vestía un abrigo de piel) y ambas se sentaron en un cubículo y Kenney colgó una pancarta en el borde que decía 'Votes for Women' y gritó, lo que resultó en un disturbio. Al día siguiente, Baldock visitó a Sir Henry Campbell-Bannerman con Kenney y Teresa Billington para preguntar cuándo los liberales se ocuparían del sufragio femenino, lo que resultó en que Dora Montefiore felicitara la 'noble postura' de Baldock en una postal. Baldock se convirtió en empleada remunerada de la WSPU y mentora de Daisy Parsons, y recibió un giro postal de 30 chelines de Emmeline Pethick-Lawrence para cubrir los gastos de asistir a reuniones en Long Eaton, Derbyshire. Entre los oradores invitados a dirigirse al grupo de Canning Town estaban Emmeline Pethick-Lawrence, Annie Kenney y Flora Drummond. Baldock también organizó y habló en una reunión al aire libre en Upton Park. Baldock fue arrestada el 23 de octubre de 1906 (junto con Nellie Martel y Anne Cobden Sanderson) por alteración del orden público durante la sesión de apertura del Parlamento. En 1907, informó al grupo sobre su visita a Jane Sbarborough en la prisión de Holloway cuando se enteró de las señales entre sufragistas, encarceladas al mismo tiempo, pero a las que no se les permitía hablar entre ellas. Baldock también estuvo en la puerta de la prisión con Christabel Pankhurst para apoyar a Flora Drummond y otras personas liberadas y tomar un desayuno de celebración en el hotel. También habló en junio de 1907 en un evento en casa de Knightsbridge a solicitud de Louise Eates, en la Kensington WSPU y en agosto en una casa en Kensington con Emmeline Pankhurst como señalaba Sara Jessie Stephenson en su panfleto No Other Way, “para que las mujeres ricas se den cuenta de las dificultades por las que pasan las mujeres pobres para solicitar el voto”.
En noviembre de 1907, Baldock estaba grabando su expulsión de un evento de un diputado liberal en Isle of Dogs, y se sentó en una silla fuera de una ventana gritando "Votos para las mujeres". En el verano de 1908 estuvo en Nottingham con Elsa Gye para poner en marcha su WSPU. En abril de 1909 estaba con unas 500 sufragistas en el desayuno en Picadilly por la liberación de Emmeline Pethick-Lawrence.

## Arresto

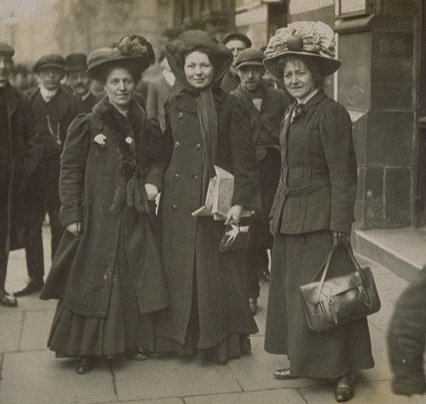
Minnie Baldock con Christabel Pankhurst y Edith New (fecha desconocida)

Baldock estaba con doce mujeres que fueron arrestadas después de caminar en fila india por las calles de Londres hacia la Cámara de los Comunes del Reino Unido con la Emmeline Pankhurst en febrero de 1908 "para presentar una petición de la Conferencia en Caxton Hall, y ante la negativa de las autoridades a tratar las infracciones de las sufragistas como delitos menores de primera clase". Baldock fue arrestada junto con Emmeline Pankhurst y otras y fue acusada de resistencia y obstrucción a la autoridad.

Baldock tuvo que dejar a sus dos hijos con su padre mientras ella cumplió un mes en la cárcel y sus compañeras sufragistas la asistieron, incluida Maud Arncliff Sennett enviando juguetes. Baldock publicó un mensaje en Votes for Women el 1 de marzo de 1908 p. 82:
"Amo tanto la libertad que quiero que todas las mujeres la tengan, y lucharé por ella hasta que la obtengan"
En abril de ese año, Emily Cobb, de la WSPU se ofreció a patrocinar el coste de una asistenta para la casa para que Baldock pudiera ser 'liberada para hacer un trabajo que usted puede hacer [por la Causa] y muchas de nosotras no podemos', y en mayo Baldock fue con Annie Kenney a Bristol, alquilando una casa cerca del lugar en el que Augustine Birrell, diputado liberal y secretario de estado irlandés, iba a hablar, para ayudar a Elsie Howey y Vera Holme, que se escondieron durante toda la noche en el Salón para participar en el evento. En octubre de 1909, Baldock fue arrestada nuevamente con Flora Drummond y los Pankhurst en Clement's Inn.
Como sufragista que había estado en la cárcel, se le concedió el honor de plantar un árbol conmemorativo en Eagle House en Somerset en febrero de 1909. La casa había sido el hogar de la familia de Mary Blathwayt que apoyaron la causa. Su padre tomó fotografías conmemorativas y luego le envió plantas de flores en el mes de abril siguiente para su jardín.
Al año siguiente, Baldock habló en Wimbledon Common, y Minnie Turner le pagó el viaje para apoyar la campaña de Mary Clarke en Brighton durante una semana ese verano.
En 1911, Baldock fue diagnosticada con cáncer y fue operada por Louisa Aldrich-Blake. Baldock se recuperó pero cesó el contacto con la cada vez más militante WSPU. Se mantuvo en contacto con Edith How-Martyn y siguió siendo miembro de la Liga de la Iglesia para el Sufragio de la Mujer. A principios de 1913, ella y su familia tuvieron que mudarse a Liverpool para que sus hijos buscaran trabajo en los astilleros.[cita requerida], aunque también hay información de que ella y su esposo se fueron a Southampton en 1914.
Baldock participó en funeral de Emmeline Pankhurst, portando los colores blanco púrpura y verde (1928) y asistió a la inauguración de su estatua en 1930. Baldock también apoyó a How-Martyn en la documentación del movimiento en la Suffragette Fellowship.
Vivió hasta los noventa y murió en Poole en 1954.

## Reconocimiento póstumo
Su nombre y foto (y los de otras 58 mujeres que apoyaron el sufragio) están en el pedestal de la estatua de Millicent Fawcett en Parliament Square, Londres, inaugurada en 2018. En 2011, el Museo Poole y la National Lottery patrocinaron un cortometraje sobre la vida de Baldock llamado The Right to Vote de Kate O'Malley protagonizado por Michelle O'Brien.